# أسامة الرفاعي
أسامة عبد الكريم الرفاعي (ولد 1944 م) عالم وداعية سوري، وفقيه شافعي، المفتي العامُّ للجمهورية العربية السورية، ورئيس مجلس الإفتاء الأعلى. انتخبَتْه المعارضة السورية مفتيًا للجمهورية عام 2021، ومن قبل رئيسًا للمجلس الإسلامي السوري، ورئيسًا لرابطة علماء الشام. وهو ابنُ العالم الداعية المربي الشيخ عبد الكريم الرفاعي، وشقيق الداعية الشيخ سارية الرفاعي.
في 28 من رمضان 1446هـ الموافق 28 مارس (آذار) 2025م أصدر الرئيس السوري أحمد الشرع قرارًا بتعيينه مفتيًا عامًّا للجمهورية العربية السورية، ورئيسًا لمجلس الإفتاء الأعلى.

## ولادته وتحصيله
ولد الشيخ أسامة بن عبد الكريم بن عبد الله الرفاعي في دمشق، عام 1944، لأسرة دمشقية من أصول حَمَوية. وقد سُئل عن نسبهم "الرفاعي" إلامَ يرجع؟ فأجاب: إن أصلهم يعود إلى مدينة حماة، إلى آل السَّبْسَبِي الذين لهم نسَب إلى الإمام الرفاعي الذي ينتهي نسبه إلى الحسين بن علي.
تلقَّى أسامة الرفاعي تعليمَه في مدارس دمشق، والتحقَ بقسم اللغة العربية في كلِّية الآداب بجامعة دمشق، وحصل منها على الإجازة (بكالوريوس) في اللغة العربية وآدابها عام 1971. ولازم والدَه العالم المربي عبد الكريم الرفاعي مؤسس "جماعة زيد" التي ظهرت في الأربعينيات من القرن العشرين، وسُمِّيت بهذا نسبةً إلى جامع زيد بن ثابت الأنصاري بدمشق، الذي كان يدرِّس فيه الشيخ عبد الكريم، وأقام فيه نهضةً علمية ودعوية وتربوية، كان من أهمِّ مبادئها تحويلُ الجامع إلى جامعة بتغيير دور المسجد في المجتمع من مكان للصلاة وبعض الحلَقات فقط إلى مَحْضَن تربوي وإيماني يحضُر فيه الطالب عددًا كبيرًا من النشاطات والحلَقات بالاختصاصات المختلفة.
تلقَّى عن والده العلومَ العقلية والنقلية، وتَلْمَذ على أيدي عدد من كبار علماء دمشق، منهم إبراهيم الغلاييني، وعبد الغني الدقر، وخالد الجباوي، وأحمد الشامي. واعتنى بدراسة علوم اللغة العربية، والفقه الشافعي.

## شيوخه
- عبد الكريم الرفاعي، قرأ عليه في الكثير من العلوم الشرعية واللغوية.
- خالد الجباوي، قرأ عليه في علم النحو والصرف.
- عبد الغني الدقر، قرأ عليه في علم التفسير والأدب.
- أحمد الشامي، قرأ عليه في الفقه الحنبلي والتصوف.
- إبراهيم الغلاييني.
- أبو الخير الميداني.
- حسن حبنكة.
- صالح الفرفور.
- المُلَّا رمضان البوطي.
- عبد الرحمن الطيبي الزعبي.
- عبد الرؤوف أبو طوق.

واتصل بغيرهم من العلماء وانتفع بهم، منهم:
- عبد العزيز عيون السود.
- وصفي المسدِّي.
- عبد الله سراج الدين.
- محمد النبهان.
- أبو الخير زين العابدين.
- عبد الرحمن زين العابدين.

## عمله ونشاطاته
بدأ العمل الدعوي في وقت مبكر من شبابه، ومارس التعليم والتوجيه في حلَقات مسجد زيد بن ثابت، ثم في مسجد الشيخ عبد الكريم الرفاعي بعد إنشائه، وفي الجامع الأموي. وتنقَّل بين عددٍ من العواصم الإسلامية في مسيرته الدعوية. وتولَّى الخطابة في مسجد الشيخ عبد الكريم الرفاعي في ساحة كفر سوسة. وكان له درسٌ يومي دائم بعد صلاة الفجر، على مدار سنوات، كل يوم في علم من العلوم.
اقتصرَ نشاط جماعة زيد على العمل العلمي والدعوي والتربوي، ولم يكن لها أيُّ عَلاقة بالعمل السياسي، إلا أنها تعرَّضت كغيرها من الجماعات الدينية في سورية للملاحقة والإيذاء - ما عدا الجماعات الموالية للنظام مثل جماعة أحمد كفتارو - بسبب الحملة التي شنَّها حافظ الأسد حينئذ على الجماعات الإسلامية، بتهمة الانتماء إلى حركة الإخوان المسلمين، وترافقت بمجازرَ واسعة في حماة وحِمص وحلب. اضطُرَّ الأخَوان الشيخان أسامة الرفاعي وسارية الرفاعي إلى مغادرة سورية، والهجرة إلى المملكة العربية السعودية عام 1981 هربًا من الاعتقال وبطش النظام، ومعهما بعضُ رؤوس الجماعة من أمثال المشايخ: محمد عوض، وعبد الفتاح السيِّد، ونور الدين قره علي، وجمال الدين السيروان. واستقرَّ بهما المقام في المدينة المنوَّرة أكثر من عشر سنين، ثم تمكَّنا من العودة إلى دمشق عام 1993 بوساطات دمشقية، وسُمح لهما باستقطاب الجماعة من جديد، وممارسة نشاطهم الدعوي.
في عام 2002 حضر بشار الأسد - إثر تولِّيه السُّلطة - خُطبة الجمعة لدى أسامة الرفاعي في مسجده، وزاره في غرفته بالمسجد بعد الخطبة بحضور عدد من المشايخ منهم سارية الرفاعي، وأحمد معاذ الخطيب الحسني، وعبد الله دك الباب. ودلَّ ذلك على المكانة التي وصل إليها الشيخ أسامة في سورية، وظهرت رغبةُ النظام في التقرُّب من الجماعة لحضورها الشعبي الكبير، وأثرها الواضح في المجتمع. واستفادت الجماعةُ من هذا، دون أن يُؤثرَ عنها مواقفُ فيها تزلُّف إلى السُّلطة أو مواطأة، ونهضَت بمشاريعَ دعوية وخيرية متميزة، منها: حفظ النعمة، ومركز زيد لخدمة القرآن، وقناة "الدعوة" الفضائية، وصيدلية زيد الخيرية، ومشروع محو الأمية، وغيرها. ثم ما لبث أن عاد النظام إلى التضييق على الجماعة باتباعه نهجَ تأميم العمل الديني داخل إطار الحكومة عام 2008.

## موقفه من الثورة السورية
يُعَدُّ أسامة الرفاعي مع شيخ القرَّاء كريِّم راجح وأخيه سارية الرفاعي، من أبرز العلماء والدعاة الذين أيَّدوا الثورة السورية عام 2011 ونصروها، من داخل سورية، فقد جهر على المنابر بانتقاد النظام وممارساته العنيفة تجاه المتظاهرين السلميين، والدعوة إلى ضرورة الإصلاح. ممَّا جعل النظام يشدِّد عليهم الخِناق. وفي فجر السابع والعشرين من رمضان 1432هـ الموافق 27 أغسطس 2011 م، هجم عددٌ كبير من قوَّات الأمن السوري و(شبِّيحة) النظام على جامع الشيخ عبد الكريم الرفاعي في صلاة التهجُّد، وضربوا المصلِّين والمتظاهرين سلميًّا في ساحات المسجد، وتعرَّض الشيخ أسامة الرفاعي إلى ضرب شديد على رأسه ويده. وأُسعِفَ إلى مستشفى الأندلس بدمشق.
وأعقب ذلك منعه من الخطابة، وتلقَّى تهديدات بالقتل، فاضطُرَّ إلى مغادرة البلاد، وسافر إلى القاهرة أولًا، ثم انتقل إلى مدينة إستانبول في تركيا واستقرَّ بها. وهناك أُعلنَ إحياءُ "رابطة علماء الشام" برئاسته، وفي أبريل (نيسان) 2014، أُعلن في إستانبول تأسيسُ "المجلس الإسلامي السوري" برئاسته أيضًا. ودعم في بداية الثورة العملَ العسكري المناهض للنظام المتمثل في كتائب الصَّحابة والاتحاد الإسلامي لأجناد الشام، وكان يشيد بالدعم التركي المقدَّم لفصائل "الجيش الحر".
وردَّ النظام السوري على مواقفه بالحجز على أمواله وممتلكاته في سورية، وبتغيير اسم (جامع الشيخ عبد الكريم الرفاعي) إلى (جامع تنظيم كفرسوسة الكبير) ثم غُيِّر مرَّة أُخرى إلى اسم (جامع عِباد الرحمن)، وعيَّن النظام في خَطابته أحدَ أكثر المشايخ تأييدًا له ولرئيسه الأسد الدكتور محمد حسان عوض.
أكَّد الرفاعي أنه لا مكانَ للفكر التكفيري في سورية متَّهمًا "تنظيم دولة الإسلام في العراق والشام" (داعش) بنشر هذا الفكر المنحرف. وأوضح أن المعارضة السورية ليست بحاجة إلى مقاتلين من الخارج، وطالب - في مقابلة مع وكالة الأناضول - بمدِّ الثورة السورية بجميع أنواع الدعم المادِّي والمعنوي، بدلًا من المقاتلين، معتبرًا أن مشاركة الأجانب بات عبئًا على السوريين وذريعةً للنظام والمجتمع الدَّولي لاتهام المعارضة بالإرهاب.
التقى الرفاعي رئيسُ المجلس الإسلامي السوري إسماعيل هنية رئيسَ المكتب السياسي لحركة حماس في إستانبول عام 2022، ممَّا أثار الجدلَ في الأوساط السياسية بسبب موقف حماس من القضية السورية، وقرارها إعادة العَلاقات مع النظام السوري بعد عشر سنوات من مغادرة قادتها دمشق. وأوضح بيانٌ صادر عن المجلس الإسلامي السوري أن «لقاء العلماء وفي مقدِّمتهم الشيخُ أسامة الرفاعي مع قادة حركة حماس كان لغرضٍ واحد، وهو تنبيه الحركة بغرَض ثَنْيِها عن قرار إعادة عَلاقتها بالنظام المجرم».

## رئاسته المجلس الإسلامي
بعد مدٍّ وجزر في الساحة الداخلية السورية، وما تشهده من تحدِّيات وتحالفات تضرُّ بتشكيلاتها الشرعية والقضائية، كان لزامًا على أهل العلم أن يُنشئوا مجلسًا علميًّا يضم العلماء والدعاة، ويشتمل على نحو 40 هيئة ورابطة إسلامية من أهل السنَّة والجماعة في الداخل والخارج، تضمُّ الهيئات الشرعية لكُبرى الفصائل الإسلامية في جميع أنحاء البلاد. وسُمِّي المجلس باسم (المجلس الإسلامي السوري) ليكونَ مرجعية شرعية لتوجيه المجتمع السوري بأفراده وهيئاته ومؤسساته، ووضع الحلول الشرعية في القضايا الكبرى ذات الشأن العام.
انعقد اللقاء التأسيسي للمجلس الإسلامي السوري في إستانبول في يومي الجمعة والسبت 11 و12 جُمادى الآخرة 1435هـ الموافق 11 و12 أبريل 2014 م. وضمّ المجلس 128 عضوًا، انتُخب منهم 21 عضوًا لمجلس الأمناء، هم:
1. أسامة الرفاعي رئيسًا.
2. محمد معاذ الخَن نائبًا.
3. محمد سرور زين العابدين.
4. ممدوح جُنَيد.
5. محمد راتب النابلسي.
6. محمد ياسر المسدِّي.
7. عبد الكريم بكار.
8. عماد الدين رشيد.
9. محمد العبدة.
10. عبد الفتاح السيِّد.
11. أحمد الشحادة.
12. عبد الله السلقيني.
13. محمد أبو الخير شكري.
14. خير الله طالب.
15. أحمد سعيد حوَّى.
16. حسين عبد الهادي.
17. فايز الصلاح.
18. عبد الله العثمان.
19. عبد الله رحال.
20. رياض الخِرَقي.
21. فداء المجذوب.

## انتخابه مفتيًا للجمهورية
عيَّن المجلس الإسلامي السوري مفتيًا عامًّا لسوريا يوم السبت 15 ربيع الآخر 1443هـ الموافق 20 نوفمبر 2021م، بعد أربعة أيام من إلغاء رئيس النظام بشار الأسد لمنصب المفتي، وتجريد المفتي أحمد بدر الدين حسون من مهامِّه، بمرسوم يقضي بأن مفتي الجمهورية لم يعُد عضوًا في المجلس العلمي الفقهي، وأرجع مراقبون استبعادَه إلى تفسيره الخاطئ لآية في القرآن الكريم.
وانتَخب أعضاء "المجلس الإسلامي" و"مجلس الإفتاء السوري" الشيخَ أسامة عبد الكريم الرفاعي مفتيًا عامًّا للجمهورية العربية السورية بالإجماع. ورحَّبت بهذه الخطوة أوساطٌ سورية ودَولية شتَّى. وصرَّح الدكتور علي القره داغي الأمين العام للاتحاد العالمي لعلماء المسلمين بأنه يهنِّئ الشيخ أسامة الرفاعي عضوَ مجلس أمناء الاتحاد بمناسبة انتخاب معظم علماء سورية له مفتيًا عامًّا لسورية، ويطالب علماء الأمَّة الإسلامية - ولا سيَّما علماء سورية - بدعمه والوقوف معه، والسَّعي الدؤوب لتوحيد الموقف الصادر عن العلماء حول سورية. وأجرى رئيسُ الائتلاف الوطني السوري سالم المسلط، زيارةً إلى الشيخ الرفاعي مهنِّئًا إياه على انتخابه مفتيًا عامًّا للبلاد، وحصوله على ثقة علماء سورية والشعب السوري.
على حين قال وزير أوقاف النظام السوري محمد عبد الستار السيد معلِّقًا على المرسوم الرئاسي: إن توسيع صلاحيات المجلس العلمي الفقهي في الوِزارة خطوة كبيرة جدًّا، وبه نُقلت الفتوى الفردية إلى الجماعية، فهي "أكبر عملية إصلاح في الجانب الديني". وأضاف السيِّد: عندما نتحدَّث عن إلغاء منصب المفتي فيجب أن نأخذَ الأمور من الناحية الشرعية ومن الناحية التاريخية، وأن الشرع الإسلامي يهتمُّ بالجوهر أي الفتوى وتحقيقها، ولا يهتمُّ بالمنصب؛ لأن منصب المفتي أحدثته الدولة العثمانية عندما دخل السلطان سليم إلى البلاد، أي أن هذا المنصب أُحدِث سياسيًّا ولم يكن موجودًا، بحسَب قوله.

### قرار رئاسي

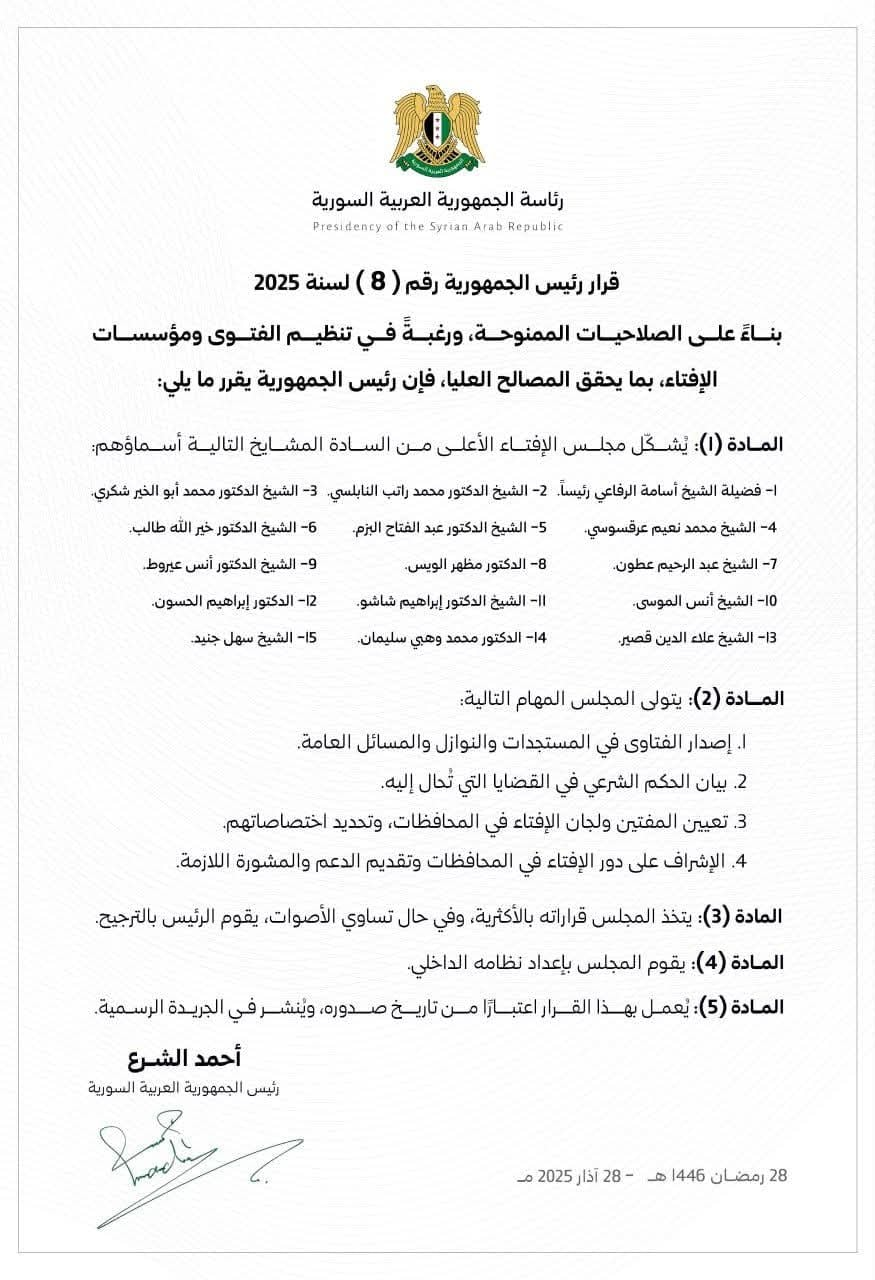

في 28 من رمضان 1446هـ الموافق 28 مارس (آذار) 2025م أصدر الرئيس السوري أحمد الشرع قرارين؛ ينصُّ الأول على تعيين أسامة الرفاعي مفتيًا عامًّا للجمهورية العربية السورية، وينصُّ الثاني على تشكيل مجلس الإفتاء الأعلى. ويضمُّ المجلس 14 عضوًا من جميع المحافظات السورية، ومهمَّته إصدار الفتاوى في المستجَدَّات والنوازل والمسائل العامَّة، وتعيين لجان الإفتاء في المحافظات والإشراف عليها. وأعضاء المجلس هم:
1. فضيلة الشيخ أسامة الرفاعي رئيسًا.
2. الشيخ الدكتور محمد راتب النابلسي.
3. الشيخ الدكتور محمد أبو الخير شكري.
4. الشيخ محمد نعيم عرقسوسي.
5. الشيخ الدكتور عبد الفتاح البزم.
6. الشيخ الدكتور خير الله طالب.
7. الشيخ عبد الرحيم عطون.
8. الدكتور مظهر الويس.
9. الشيخ الدكتور أنس عيروط.
10. الشيخ أنس الموسى.
11. الشيخ الدكتور إبراهيم شاشو.
12. الدكتور إبراهيم الحسون.
13. الشيخ علاء الدين قصير.
14. الدكتور محمد وهبي سليمان.
15. الشيخ سهل جنيد.

وألقى الرئيس الشرع كلمة في مؤتمر تشكيل مجلس الإفتاء الأعلى وتعيين مفتي الجمهورية، وممَّا قاله فيها: «كانت الشامُ منبرًا علميًّا وحضاريًّا ودعويًّا، يصدُر منه الخيرُ لعامَّة الأمَّة، حتى وقعت سورية بيد العصابة الفاسدة، فظهر الشرُّ وعمَّت البلوى، وعُمل على هدم سورية.. واليوم نسعى جميعًا لإعادة بناء سورية بكوادرها وعلمائها وأبنائها، ولا يخفى على أحد مسؤوليةُ الفتوى وأمانتُها ودورُها في بناء الدولة الجديدة، وخاصَّةً بعدما تعرَّض جناب الفتوى للتعدِّي من غير أهله، وتصدَّى له من ليس بكُفْء. وكان لزامًا علينا أن نعيدَ لسورية ما هدمه النظامُ الساقط في كلِّ المجالات، ومن أهمِّها إعادةُ منصبِ المفتي العام للجمهورية العربية السورية، ويتولَّى هذا المنصبَ اليومَ رجلٌ من خيرةِ علماء الشام ألا وهو الشيخُ الفاضلُ أسامة بن عبد الكريم الرفاعي حفظه الله. كما ينبغي أن تتحوَّل الفتوى إلى مسؤوليةٍ جماعيةٍ من خلال تشكيلِ مجلسٍ أعلى للإفتاء، تَصدُر الفتوى من خلاله، بعد بذل الوسعِ في البحث والتحرِّي، إذ الفتوى أمانةٌ عظيمة وتوقيعٌ عن اللهِ عز وجل. كما يسعى مجلس الإفتاء إلى ضبطِ الخطاب الديني المعتدل، الذي يجمع بين الأصالة والمعاصرة، مع الحفاظ على الهُويَّة ويحسم الخلاف المُفضي إلى الفرقة، ويقطع باب الشرِّ والاختلاف».

## نتاجه العلمي
- تحقيق "الشفا بتعريف حقوق المصطفى صلى الله عليه وسلم" للقاضي عياض، بالاشتراك مع محمد أمين قره علي، وجمال السيروان، ونور الدين قرَه علي، وعبد الفتاح السيِّد.[31]
- تقديم "المدخل إلى مذهب الإمام أحمد بن حنبل" لابن بدران الدمشقي.[32]
- تقديم وتعليق "تاريخ عمر بن الخطاب" لابن الجوزي.[33][34]
- تقريظ "الأحكام الفقهية المتعلِّقة بخلوِّ البلاد من الحاكم وتطبيقاتها المعاصرة - النوازل الفقهية في مناطق الصراع" لمحمد بن عبد الله الوردي.[35]
- شرح صوتي "نهاية التدريب نظم غاية التقريب" للعَمْرِيطي.[36]
- شرح صوتي "البيقونية في مصطلح الحديث" للبيقوني.[37]
- شرح صوتي لحديث جبريل عليه السلام.[38]
- شرح صوتي "الرسالة" للإمام الشافعي.[39]
- شرح صوتي "نزهة النظر في توضيح نخبة الفكر" للحافظ ابن حجر العسقلاني.[40]

إضافة إلى شروح عشرات الكتب العلمية الأُخرى، وللشيخ درسٌ عامٌّ يلقيه كلَّ يوم جمعة بعد الصلاة مباشرة في مسجد مهرماه سلطان في منطقة الفاتح بإستانبول، وهو أولُ شيخ عربي تسمح له إدارةُ الشؤون الدينية التركية بإلقاء درس باللغة العربية في مسجد تركي.

## من أقواله
- « لا يخلِّصُنا من هذا الاحتلال البغيض - احتلال فارس لبلادنا - إلا وَحدةُ الكلمة، ووحدةُ الصف، والصدقُ مع الله تبارك وتعالى، وأن نكونَ جميعًا متآزرين متعاونين متكاتفين. لا يُنجينا ممَّا نحن فيه إلا هذا».[42]
- «أمراء داعش يمارسون أعمالًا مبنية على جهل مُطبِق بالشريعة الإسلامية».[43]

## وصلات خارجية
- الشيخ أسامة الرفاعي يفضح النظام السوري- في 10 يونيو (حَزِيران) 2011.
- زلزال الشام.. ليلة بألف شهر يوثق تفاصيل اقتحام جامع الرفاعي بدمشق.
- بيان بشأن إعلان انتخاب المفتي العام للجمهورية العربية السورية.
- مؤسسة الحضارة الإسلامية، قناة يوتيوب خاصة بدروس الشيخ أسامة الرفاعي.
- تهنئة سماحة المفتي العام للجمهورية العربية السورية فضيلة الشيخ أسامة عبد الكريم الرفاعي لقيادة معركة ردع العدوان وفجر الحرية بالنصر